# Langlieger (Krankenhauswesen)
Langlieger wird im Krankenhaus-Jargon ein Patient genannt, dessen stationärer Aufenthalt die obere Grenzverweildauer überschritten hat.
Seit 2003 werden in Deutschland die Diagnosis Related Groups (DRG) als Grundlage für die Bezahlung der stationären Behandlung durch die Krankenkassen angewandt. Das Entgelt für das Krankenhaus errechnet sich jetzt über die Schwere der Erkrankung, durchgeführte medizinische Maßnahmen und eventuell erlittene Komplikationen. Das mit einer bestimmten DRG verbundene Entgelt soll so berechnet sein, dass es die durchschnittlichen Kosten bei den Patienten dieser Fallgruppe deckt. Ein Patient, der kürzere Zeit als die mittlere Verweildauer der jeweiligen DRG im Krankenhaus liegt, verursacht tendenziell geringere Kosten für das Krankenhaus als ein Langlieger, der die obere Grenzverweildauer überschritten hat. Sicher gilt dies für die sogenannten Hotel-Leistungen (das heißt Bett, Verpflegung, Wäscherei, Technik und so weiter), meist aber auch für den pflegerischen und ärztlichen Aufwand. 